# Свіфтербант
Свіфтербант (нід. Swifterbant, нід. вимова: [ˌsʋɪftərˈbɑnt]) — село в нідерландській провінції Флеволанд. Входить до муніципалітету Дронтен.